# Scar the Martyr
Scar the Martyr war eine kurzlebige Metal-Band um Joey Jordison, Schlagzeuger von Slipknot.

## Geschichte
Während einer längeren Pause seiner Hauptband Slipknot gründete Joey Jordison 2013 zusammen mit den Gitarristen Jed Simon (Zimmers Hole, Strapping Young Lad) und Kris Norris (Darkest Hour) die Band Scar the Martyr, mit der er von ihm während des Hiatus geschriebene Stücke veröffentlichen wollte. Die Besetzung wurde mit Sänger Henry Derek Bonner und Keyboarder Chris Vrenna (Nine Inch Nails) vervollständigt. Im September 2013 erschien das selbstbetitelte Album über Roadrunner Records, das auf Platz 129 der Billboard 200 einstieg. Das Debütalbum fand große Beachtung und war bei den Metal Hammer Awards 2014 als Bestes Debütalbum nominiert. Als bester Newcomer war die Band bei den Revolver Golden Gods Awards 2014 und bei den Loudwire Music Awards 2013 nominiert. Mit Bassist Kyle Konkiel und Ersatz-Keyboarder Joey Blush ging die Band auf Tournee. Nach einer längeren Pause gab Jordison im Mai 2016 die Auflösung der Band bekannt.

## Stil
Scar the Martyr spielte eine Mischung aus Post-Grunge und Alternative Metal im Stil von Neurosis und Alice in Chains.

## Diskografie
- 2013: Scar the Martyr (Album, Roadrunner Records)
- 2013: Scar the Martyr EP (EP als Beilage zu Metal Hammer #249)
- 2013: Soul Disintegration (Single, Roadrunner Records)